# Гран-Ферре
Гран-Ферре (фр. Grand Ferret) — горный перевал в Альпах, соединяющий итальянскую область Валле-д’Аоста и швейцарский кантон Вале.

## Описание
Перевал, отделяющий массив Монблан от группы Гран-Голлиаз (2537 м). Он расположен у истока одноимённой долины Пьемонта и позволяет попасть из неё в одноимённую швейцарскую долину, где расположены Орсьер и Мартиньи. Соседняя вершина также носит это название: Тет-де-Ферре (2714 м). Перевал отмечает северную оконечность Грайских Альп. На восток от него ответвляются Пеннинские Альпы. Это санкционированный международный туристический переход (без дороги).